# Свиненки (річка)
Свиненки (Свидненький) — річка в Україні, у Путильському районі Чернівецької області, ліва притока Путилки (басейн Дунаю).

## Опис
Довжина річки приблизно 4 км. Формується з багатьох безіменних струмків.

## Розташування
Бере початок у селі Гробище. Тече переважно на північний схід і між населеними пунктами Путила і Тораки впадає у річку Путилку, праву притоку Черемошу. 
Річку перетинає автомобілна дорога Т 2601.